# Santuario de Nuestra Señora de Loreto en Praga

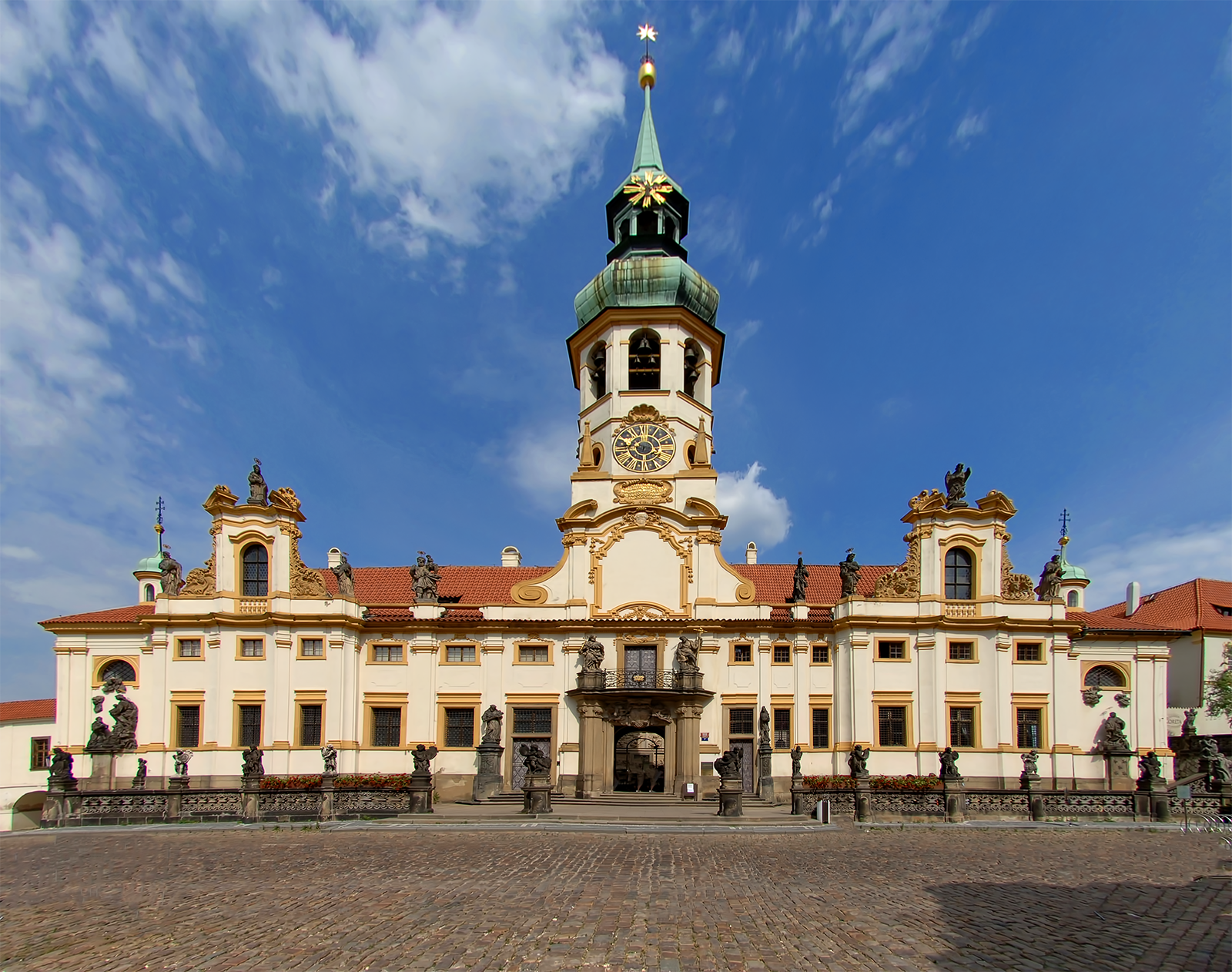
Vista exterior del Monasterio de Loreto. Foto de Richard Finkelstein

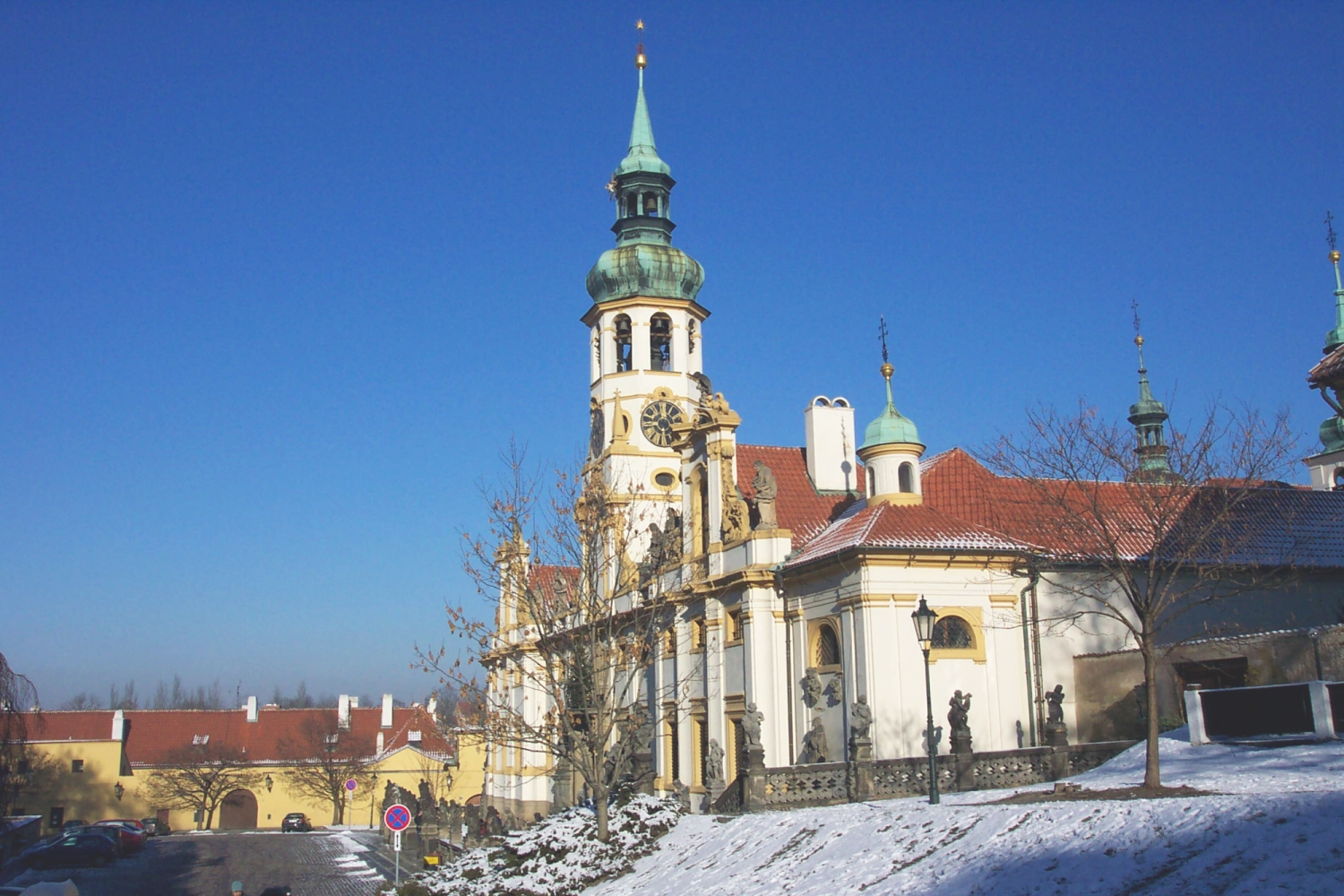
Santuario de Nuestra Señora de Loreto desde la Plaza de Loreto

El santuario de Nuestra Señora de Loreto en Praga es un destino de peregrinación en Hradčany, un distrito de Praga, República Checa. Consta de un claustro, la iglesia del Nacimiento del Señor, la Santa Casa y una torre del reloj con un famoso carillón.
La construcción comenzó en 1626 y la Santa Casa fue bendecida el 25 de marzo de 1631. El arquitecto fue el italiano Giovanni Orsi, y el proyecto fue financiado por Kateřina Benigna, una noble de la familia Lobkowicz. Cincuenta años después, el lugar de peregrinación estaba rodeado de claustros, a los que se añadió un piso superior después de 1740 por Kilián Ignác Dientzenhofer. La fachada barroca fue diseñada por los arquitectos Christoph Dientzenhofer y Kilian Ignaz Dientzenhofer, y añadida a principios del siglo XVIII.
La capilla es más conocida por su carrillón, que se escucha desde el 15 de agosto de 1695. Fue construido en 1694 por el relojero Peter Neumann a partir de treinta campanas menores y mayores.
Hoy en día el edificio también alberga una gran colección de utensilios litúrgicos, principalmente custodias. Ocasionalmente se realizan exposiciones en el primer piso del claustro.
La vecina Plaza Loreto (en checo: Loretánské náměstí) lleva el nombre de Loreta.